# Кондинский район
Конди́нский райо́н — административно-территориальная единица и муниципальное образование (муниципальный район) на юго-западе Ханты-Мансийского автономного округа — Югры в составе Тюменской области России.
Административный центр — посёлок городского типа Междуреченский.

## География
Кондинский район приравнен к районам Крайнего Севера. Он находится в Западной Сибири, в юго-западной части Ханты-Мансийского автономного округа — Югры, что входит в Тюменскую область. Район занимает площадь 54627,40 км², что составляет приблизительно 10,21% от площади Ханты-Мансийского автономного округа и 3,73% от площади Тюменской области в целом. Северная часть Кондинского района расположена на Кондинской низменности. Протяжённость района с севера на юг — 300 км, с запада на восток — 340 км.
Рельеф земель Кондинского района — плоский. Самая высокая точка — 92 м над уровнем моря, на юге района, рядом с посёлком Куминским, самая низкая точка — 26 м, на северо-востоке района, рядом с посёлком Болчары. Почвы подзолистые, болотные. Болота занимают 46,2 % площади района. В северной и восточной частях множество озёр. Лесной фонд составляет более 5 миллионов гектаров, леса в основном еловые и кедровые, встречается берёза.
Самые крупные реки: Конда, Кума, Юконда, Мулымья, Катым.
Самые крупные озёра: Леушинский Туман, Турсунтский Туман, Среднесатыгинский Туман, Сырковое, Картпаутур, Темрях, Яхтур.
Кондинский район со всех сторон окружает территорию города окружного значения Урая. Также район граничит:
- с четырьмя административно-территориальными единицами соседней Свердловской области:
  - на северо-западе — с городом Ивделем,
  - на западе — с Гаринским районом,
  - на юго-западе — с Таборинским и Тавдинским районами;
- с пятью районами Тюменской области:
  - на юго-востоке — с Тобольским и Уватским районами, не входящими в состав автономных округов,
  - с другими районами Ханты-Мансийского автономного округа — Югры:
    - на востоке и северо-востоке — с Ханты-Мансийским,
    - на севере — с Октябрьским,
    - на северо-западе — с Советским.

## История
Кондинский район был образован 1 февраля 1924 года на основании постановлений ВЦИК от 3 ноября и 12 ноября 1923 года в составе Тобольского округа Уральской области с центром в селе Нахрачи из Кондинской и Малокондинской волостей Тобольского уезда и части Верхнепелымской волости Туринского уезда.
В район вошло 7 сельсоветов: Болчаровский, Карымский, Красноярский, Леушинский, Нахрачинский, Сатыгинский, Шаимский, которые объединили 99 населенных пунктов с общим числом жителей 4,5 тысячи человек.
Постановлением комиссии по районированию при окрисполкоме от 25 декабря 1924 года Сатыгинский сельсовет переименован в Учинский.
Постановлением президиума Уралоблисполкома от 15 сентября 1926 года Учинский сельсовет снова переименован в Сатыгинский.
В соответствии с «Временным положением об управлении туземных народностей и племен северных окраин РСФСР», утверждённым ВЦИК и СНК РСФСР 25 октября 1926 года, в районе образован Казымский туземный район.
Постановлением ВЦИК от 10 декабря 1930 г. район включен в состав Остяко-Вогульского национального округа.
Карымский туземный район упразднен. Образован Карымский сельсовет.
Решениями облисполкома от:
- 14 ноября 1957 года — образован Луговской сельсовет;
- 9 апреля 1959 года — Сатыгинский сельсовет переименован в Ягодинский, Красноярский — в Алтайский;
- 29 сентября 1960 года — образован рабочий поселок Луговой; Луговской сельсовет переименован в Половинкинский;
- 18 июля 1961 года — образован Пионерский сельсовет.

Указом Президиума Верховного Совета РСФСР от 29 августа 1961 года районный центр село Нахрачи переименован в село Кондинское.
Решениями облисполкома:
- 16 мая 1962 года — образованы Комсомольский сельсовет и рабочий посёлок Пионерский; Пионерский сельсовет упразднен;
- 26 ноября 1962 года — образован рабочий посёлок Урай;
- 21 января 1963 года — образованы рабочие посёлки Комсомольский и Советский; Комсомольский сельсовет упразднен;
- 5 августа 1963 года — районному центру село Кондинское присвоен статус рабочего посёлка; Кондинский сельсовет упразднен;
- 29 мая 1964 года — посёлку Устье-Аха присвоен статус рабочего посёлка;
- 29 сентября 1964 года — рабочий посёлок Устье-Аха переименован в рабочий посёлок Междуреченский;
- 10 декабря 1964 года — образован рабочий посёлок Куминский.

Указами Президиума Верховного Совета РСФСР:
- 25 июня 1965 года — рабочему посёлку Урай присвоен статус города окружного подчинения;
- 15 февраля 1968 года — в Советский район переданы рабочие посёлки Комсомольский, Пионерский и Советский.

Решениями облисполкома:
- 1 июня 1972 года — поселку Мортка присвоен статус рабочего посёлка;
- 5 ноября 1984 года — образован Юмасинский сельсовет.

На 1 января 1990 года в районе — 5 рабочих посёлков и 8 сельсоветов. Рабочие поселки: Кондинское, Куминский, Луговой, Междуреченский, Мортка. Сельсоветы: Алтайский, Болчаровский, Карымский, Леушинский, Половинкинский, Шаимский, Юмасинский, Ягодинский.
26 января 1995 года по решению депутатов окружной думы административный центр района перенесён из посёлка Кондинское в посёлок Междуреченский.

## Население
На момент создания района его население было крайне незначительным и к 1940 году достигло 7,5 тыс. человек.
| 2002    | 2009    | 2010    | 2011    | 2012    | 2013    | 2014    |
| ------- | ------- | ------- | ------- | ------- | ------- | ------- |
| 35 018  | ↘34 763 | ↘34 494 | ↘34 409 | ↘33 723 | ↘33 088 | ↘32 613 |
| 2015    | 2016    | 2017    | 2018    | 2019    | 2020    | 2021    |
| ↘32 073 | ↘31 632 | ↘31 256 | ↘30 981 | ↘30 779 | ↘30 760 | ↗30 843 |

### Урбанизация
Городское население (посёлки городского типа Кондинское, Куминский, Луговой, Междуреченский, Мортка) составляет 68,36 %  населения района.

## Муниципально-территориальное устройство
Муниципальный район включает 10 муниципальных образований нижнего уровня, в том числе 5 городских поселений и 5 сельских поселений:
| №        | Муниципальное образование | Административный центр | Количество населённых пунктов | Население (чел.) | Площадь (км²) |
| -------- | ------------------------- | ---------------------- | ----------------------------- | ---------------- | ------------- |
| 1e-06    | Городское поселение       |                        |                               |                  |               |
| 1        | Кондинское                | пгт Кондинское         | 4                             | ↘2719            | 182,70        |
| 2        | Куминский                 | пгт Куминский          | 1                             | ↘2504            | 86,58         |
| 3        | Луговой                   | пгт Луговой            | 1                             | ↗1589            | 91,38         |
| 4        | Междуреченский            | пгт Междуреченский     | 1                             | ↗11 067          | 133,89        |
| 5        | Мортка                    | пгт Мортка             | 4                             | ↘4152            | 191,16        |
| 5.000002 | Сельское поселение        |                        |                               |                  |               |
| 6        | Болчары                   | село Болчары           | 3                             | ↘1940            | 502,94        |
| 7        | Леуши                     | село Леуши             | 4                             | ↗2645            | 279,70        |
| 8        | Мулымья                   | посёлок Мулымья        | 6                             | ↗2454            | 306,94        |
| 9        | Половинка                 | посёлок Половинка      | 1                             | ↗1249            | 48,04         |
| 10       | Шугур                     | деревня Шугур          | 2                             | ↘524             | 74,53         |

## Населённые пункты
В Кондинском районе 27 населённых пунктов, в том числе 5 городских (посёлков городского типа) и 22 сельских. 
| №  | Населённый пункт | Тип     | Население | Муниципальное образование          |
| -- | ---------------- | ------- | --------- | ---------------------------------- |
| 1  | Алтай            | село    | 310       | сельское поселение Болчары         |
| 2  | Болчары          | село    | ↘1470     | сельское поселение Болчары         |
| 3  | Дальний          | посёлок | 158       | сельское поселение Леуши           |
| 4  | Ильичёвка        | деревня | ↘0        | городское поселение Кондинское     |
| 5  | Кама             | деревня | ↘250      | сельское поселение Болчары         |
| 6  | Карым            | село    | 10        | сельское поселение Шугур           |
| 7  | Кондинское       | пгт     | ↘2690     | городское поселение Кондинское     |
| 8  | Куминский        | пгт     | ↘2504     | городское поселение Куминский      |
| 9  | Леуши            | село    | 1197      | сельское поселение Леуши           |
| 10 | Лиственичный     | посёлок | 831       | сельское поселение Леуши           |
| 11 | Луговой          | пгт     | ↗1589     | городское поселение Луговой        |
| 12 | Междуреченский   | пгт     | ↗11 067   | городское поселение Междуреченский |
| 13 | Мортка           | пгт     | ↘3233     | городское поселение Мортка         |
| 14 | Мулымья          | посёлок | 1157      | сельское поселение Мулымья         |
| 15 | Назарово         | посёлок | 480       | сельское поселение Мулымья         |
| 16 | Никулкина        | деревня | 22        | городское поселение Кондинское     |
| 17 | Половинка        | посёлок | ↗1249     | сельское поселение Половинка       |
| 18 | Сотник           | деревня | 21        | городское поселение Мортка         |
| 19 | Старый Катыш     | деревня | 37        | городское поселение Кондинское     |
| 20 | Супра            | посёлок | ↘7        | сельское поселение Мулымья         |
| 21 | Ушья             | деревня | 623       | сельское поселение Мулымья         |
| 22 | Чантырья         | село    | 566       | сельское поселение Мулымья         |
| 23 | Шаим             | село    | 49        | сельское поселение Мулымья         |
| 24 | Шугур            | деревня | 637       | сельское поселение Шугур           |
| 25 | Юмас             | деревня | 513       | городское поселение Мортка         |
| 26 | Ягодный          | посёлок | 710       | сельское поселение Леуши           |
| 27 | Ямки             | село    | ↘513      | городское поселение Мортка         |

### Упразднённые населённые пункты
На территории района в разное время были упразднены: посёлок Совлинский и деревня Леушинка в 2004 году, деревни Зимняя Пушта, Летняя Пушта и Тынкуль в 1997 году; деревни Богданы и Елушкино, посёлок Мало-Новый в 1983 году; деревни Большой Тап и Левдым, посёлок Сумпанинский в 1978 году, село Сатыга, деревни Карагаево и Силава в 1975 году, деревни Вар-Бор, Варпавла, Ермак, Зимняя Чекатка, Кельсино, Лаут, Ракшин Бор, Старая Половинка, Турсунт, Урвант и посёлок Рябиновый в 1971 году; деревня Борчик в 1968 году; деревни Алексеевка, Арпавла, Белая Гора, Вачкур, Евра, Запор, Каурья, Кашат, Корп, Кортынья, Красный Яр, Ландина, Лева, Ленгурья, Ленина, Летняя Чекатка, Мокровка, Невлачкина, Одиночкино, Пашня, Пихтовка, Полушаим, Сарамсуй, Турпавлы, Учинья, Чеснок, Чилимка, Шумилы, Этропавла в 1965 году, Новый Катыш (на пристани) и др.

## Руководство
Заместитель главы района, исполняющий обязанности главы района, — Зяблицев Алексей Валерьевич, председатель Думы Кондинского района — Бринстер Руслан Владимирович.

## Экономика
С 1960 года начата добыча нефти в районе посёлка Шаим. В мае 1964 года начата отправка нефти на Омский нефтеперерабатывающий завод, а в 1965 году сдан в эксплуатацию нефтепровод Шаим—Тюмень. В апреле 1980 года запущена нефтеперекачивающая станция «Конда».
20 марта 1967 года открыто Семивидовское месторождение нефти.
В 1975 году пущена в эксплуатацию телестанция в Кондинском, в 1978 — первая автоматическая телефонная станция.

## Транспорт и связь
По территории района проходит однопутная железная дорога Свердловск — Устье-Аха через населённые пункты Куминский, Мортка и Междуреченский, по которой осуществляются как грузовые, так и пассажирские перевозки. Общая протяжённость проходящих по району путей — 105 км.
В последние годы ускоренными темпами развивается строительство автодорог (в том числе «зимников»: например, в 2006 году было проложено 738,6 км зимних дорог). Построены и сданы в эксплуатацию автодороги с твёрдым покрытием Урай—Междуреченский и Междуреченский—Мортка (с перспективой продолжения до Тюмени).
Осуществляются пассажирские круглогодичные перевозки по направлениям Междуреченский—Мортка, Междуреченский—Ягодный—Дальний—Урай, Междуреченский—Леуши—Лиственичный, а также сезонные (по зимникам) перевозки по направлениям Междуреченский—Кондинское, Междуреченский—Ямки, Междуреченский—Юмас, Междуреченский—Луговой, Междуреченский—Шугур. Кроме того, в 7 населённых пунктах действует внутреннее автобусное сообщение.
По судоходной реке Конда ОАО «Северречфлот» осуществляются пассажирские перевозки по направлениям Междуреченский—Луговой, Междуреченский—Кондинское и Кондинское—Ханты-Мансийск теплоходами типа «Заря» и «Иртыш». Общая протяжённость водных путей, по которым осуществляются перевозки, составляет 498 км.
Круглогодично действуют авиаперевозки вертолётами Ми-8. Официальный статус аэропорта в районе имеет аэропорт в Кондинском и Междуреченском. Посадочные площадки имеются в населённых пунктах Луговой, Алтай, Кама, Болчары, Шугур и Карым.
Основной объём услуг телефонной связи на территории Кондинского района осуществляет Урайский районный узел Няганского территориального узла Ханты-Мансийского филиала электросвязи ОАО «Уралсвязьинформ». В 2006 году выполнен план по телефонизации района, благодаря чему почти все линии связи заменены с аналоговых на цифровые. Установлены станции сотовой сети в Междуреченском, Мортке, Ягодном, Кондинском, Куминском. Услугами сотовой связи могут пользоваться и жители населенных пунктов Луговой, Дальний, Леуши, Лиственничный. Большинство жителей района могут пользоваться услугами сети Интернет.

## Культура и образование
В районе действуют 128 культурно-досуговых учреждений, 21 учреждение клубного типа, 22 библиотеки, 6 молодёжных центров, 2 музея — Кондинский районный краеведческий музей и Учинский историко-этнографический музей (в посёлке Половинка).
В районе действует 30 образовательных учреждений, в том числе 15 средних общеобразовательных школ, 1 коррекционная школа, 11 дошкольных образовательных учреждений и 3 учреждения дополнительного образования. Всего в образовательных учреждениях обучаются около 7 тыс. детей, из них порядка 4,5 тыс. и на дополнительном образовании. За последние несколько лет построены и сданы в эксплуатацию школы в Междуреченском и Леушах.

## СМИ
Издание Администрации Кондинского района, — газета «Кондинский вестник», — выходит один раз в неделю и тиражом около 5 тысяч экземпляров. Была учреждена в 2001 году после ликвидации газет «Кондинские вести» и «Голос Конды» — старейшей газеты, первый номер которой вышел ещё в 1937 году, в разные годы она называлась «Сталинский путь», «Ленинская трибуна».
В 2001 году основана телепрограмма «Конда», в 2021 году выходила в свет 3 раза в неделю.
Сетевое издание «Stamina online» зарегистрировано в 2018 году.

## Спорт
На территории Кондинского района широко развит биатлон, дзюдо, баскетбол, тяжелая атлетика. Функционируют районная детско-юношеская спортивная школа, СДЮШОР по биатлону, Специализированная детско-юношеская спортивная школа олимпийского резерва по дзюдо в Междуреченском; плавательный бассейн в Мортке.  